# Cabañas de Ebro (kommunhuvudort)
Cabañas de Ebro är en kommunhuvudort i Spanien.   Den ligger i provinsen Provincia de Zaragoza och regionen Aragonien, i den nordöstra delen av landet, 260 km nordost om huvudstaden Madrid. Cabañas de Ebro ligger 226 meter över havet och antalet invånare är 523.
Terrängen runt Cabañas de Ebro är platt åt sydväst, men åt nordost är den kuperad. Runt Cabañas de Ebro är det tätbefolkat, med 356 invånare per kvadratkilometer. Närmaste större samhälle är Utebo, 19,5 km sydost om Cabañas de Ebro. Trakten runt Cabañas de Ebro består till största delen av jordbruksmark.